# Adaptation Fund
Der UN-Anpassungsfonds (UN-AF, Adaptation Fund) wurde durch das Kyoto-Protokoll ins Leben gerufen, um diejenigen Entwicklungsländer, die besonders anfällig für die negativen Auswirkungen des Klimawandels sind, bei der Finanzierung von konkreten Projekten und Programmen zur Anpassung an die globale Erwärmung zu unterstützen.
Die ersten Schritte zur Errichtung des Fonds wurden bei der 7. Konferenz der Klimarahmenkonvention in Marrakesch (Marokko) im Jahr 2001 unternommen. Erst nach der UN-Klimakonferenz auf Bali (Indonesien) im Jahr 2007 konnte das Steuerungsgremium des Anpassungsfonds – das Adaptation Fund Board (AFB) – eingesetzt werden und seine Arbeit aufnehmen, um die notwendigen Richtlinien und Regeln zu entwickeln. Bei der UN-Klimakonferenz in Posen im Jahr 2008 wurden die wichtigsten Regeln des Fonds auch von allen Kyoto-Staaten angenommen.

## Innovative Merkmale des Fonds
Für viele der armen Länder der Welt ist die Anpassung an den Klimawandel viel mehr eine Notwendigkeit als eine Option. Sie erfordert massive finanzielle Aufwendungen, den Aufbau von Kapazitäten auf verschiedenen Ebenen und eine stetige Erweiterung des Wissens über den Klimawandel. Der Fonds verfügt in den Bereichen der Finanzierung, der Verfahrensregeln und der Verwaltung über eine Reihe innovativer Ansätze.

### Direkter Zugang
Der Fonds führt einen Ansatz in der Finanzierungsstruktur internationaler Entwicklungshilfe ein, der als neuartig betrachtet werden kann: Entwicklungsländer haben die Möglichkeit, direkt auf die Finanzmittel des Fonds zuzugreifen, ohne die traditionellen Mittlerorganisationen wie die Weltbank oder das Entwicklungsprogramm der Vereinten Nationen (UNDP) einzuschalten. Dieser direkte Zugang zielt darauf ab, die Abhängigkeit von komplexen, oft langwierigen bürokratischen Prozessen zu verringern, was potenziell eine schnellere und effizientere Mittelverwendung ermöglichen könnte.
Ein entscheidender Aspekt dieses Ansatzes ist das Verfahren der Akkreditierung von lokalen Institutionen als „National Implementing Entities“ (NIE). Die betreffenden Institutionen im Antragsland müssen einen hohen Standard in der finanziellen Kontrolle und treuhänderischen Verwaltung ihrer Aufgaben nachweisen, um die Akkreditierung zu erhalten. Durch die Einbindung dieser einheimischen Institutionen soll der Fonds die Autonomie und Verantwortlichkeit der Entwicklungsländer für die sachgerechte Verwendung der zugewiesenen Mittel stärken. Die lokale Verwaltung der Projekte soll nicht nur die Kapazitätsbildung innerhalb der Länder fördern, sondern auch die Anpassung der Projekte an die spezifischen lokalen Bedürfnisse und Gegebenheiten.

### Finanzierungsmechanismus
Der UN-AF ist der erste Fonds, der aus einer Einnahmequelle finanziert wird, welche direkt aus der internationalen Klimaschutzpolitik resultiert. Er finanziert sich primär aus einer 2-%-Abgabe auf die im Rahmen von Projekten unter dem Clean Development Mechanism zugeteilten Emissionsreduktionseinheiten. Die ersten Gutschriften aus CDM-Projekten wurden im Auftrag des AFB im Mai 2009 monetarisiert, die Schätzungen für die Einnahmen aus dieser Monetarisierung belaufen sich auf etwa 340 Millionen US-Dollar (mittlere Schätzung). Der Fonds kann darüber hinaus Mittel von anderen Finanzierungsquellen beziehen, wenn diese den Bedingungen der Leitlinien für die Annahme von Spenden entsprechen.

### Steuerung
Das Steuerungsgremium, das Adaptation Fund Board (AFB), steuert den UN-AF. Es selbst arbeitet unter der Aufsicht der Kyoto-Vertragsparteien, denen es zur Rechenschaft verpflichtet ist. Es hat 16 Mitglieder mit jeweils einem Stellvertreter: Aus jeder der fünf UN-Regionalgruppen rekrutieren sich zwei der Mitglieder, zusätzlich entstammt eines der Gruppe der kleinen Inselstaaten (Small Island Developing States, SIDS) und eines der Gruppe der Least Developed Countries (LDC). Zwei weitere entfallen auf die Annex-I-Staaten der UNFCCC (entwickelte Länder) und die verbleibenden zwei Sitze auf Nicht-Annex-1-Staaten (Entwicklungsländer). Insgesamt haben damit die Entwicklungsländer eine Mehrheit, was einmalig in der internationalen Klimapolitik ist. Alle Entscheidungen des Steuerungsgremiums sollen allerdings einvernehmlich getroffen werden. Wird kein Konsens erreicht, kann eine Zwei-Drittel-Mehrheit der anwesenden Mitglieder Beschlüsse fällen.
Das Steuerungsgremium hat infolge seiner praktischen Erfahrungen zwei weitere wichtige Ansätze entwickelt:
Fokus auf die besonders verletzlichen Bevölkerungsgruppen
Die strategische Priorität des Anpassungsfonds besagt, dass „die Vertragsparteien bei der Entwicklung von Projekten und Programmen besondere Aufmerksamkeit auf die speziellen Bedürfnisse der am stärksten betroffenen Bevölkerungsgruppen in ihren jeweiligen Ländern gegeben soll.“ Diese Vorschrift ist wichtig, weil sie jenseits der nationalen Souveränität eine Art Qualitätskriterium darstellt. Auf diese Weise soll gesichert werden, dass die Projektförderung diejenigen erreicht, die sie am dringendsten brauchen.
Selbst auferlegte transparente Arbeitsweise des Steuerungsgremiums
Alle relevante Dokumenten sind vor und nach den Sitzungen auf der Website für jeden zugänglich. Interessierte haben die Möglichkeit, an fast allen Treffen teilzunehmen, die außerdem auch per Webcast live übertragen werden. Des Weiteren wird es möglich sein, die eingereichten Projekte vor ihrer Entscheidung durch das AFB öffentlich zu kommentieren und gegebenenfalls auf kritische Aspekte hinzuweisen.

## Strategische Prioritäten des Fonds
Die zentralen Richtlinien des UN-AF sind die „Operational Policies and Guidelines for Parties to access resources from the Adaptation Fund“, die auch den direkten Zugang zu den Ressourcen des Anpassungsfonds regeln, sowie die strategischen Prioritäten. Sie geben den Entwicklungsländern zwar keine expliziten technischen Vorgaben über die Art ihrer Anpassungsmaßnahmen, es wird jedoch Wert darauf gelegt, dass sie finanzierte Projekte und Programme zur nationalen Eigenverantwortung beitragen. Diese sollen sich in das Gefüge in die nationalen Strategien zur nachhaltigen Entwicklung und zur Armutsbekämpfung eingliedern. Die Vertragsparteien sollen politische und wissenschaftliche Erkenntnisse bei ihrem Vorhaben miteinbeziehen.
Entscheidungen über Allokation von Mitteln des Anpassungsfonds werden den folgenden Kriterien gemäß getroffen:
1. Grad der Vulnerabilität;
2. Ausmaß der negativen Auswirkungen;
3. Grad der Dringlichkeit und Risiken aus Verzögerungen;
4. Sicherstellung des Zugangs zum Fonds auf eine ausgewogene und gerechte Art und Weise;
5. Erfahrungen in Projektgestaltung und -durchführung;
6. Sicherung von positiven Nebeneffekten, so weit wie möglich;
7. Maximierung multisektoraler oder sektorenübergreifender Vorteile;
8. nachhaltige Anpassungsfähigkeit.

## Herausforderungen und Chancen
Im Laufe des Jahres 2010 hat der Adaptation Fund wichtige Fortschritte gemacht. So wurden mittlerweile drei „National Implementing Entities (NIE)“ vom Steuerungsgremium des UN-AF akkreditiert: Das Centre de Suivi Ecologique (Senegal), Planning Institute of Jamaica (Jamaica) und Agencia Nacional de Investigacion e Innovacion (Uruguay). Damit ist „direct Access“ mittlerweile Realität geworden. Allerdings geht der Akkreditierungsprozess schleppender voran als erhofft, da es vielen Entwicklungsländern schwerfällt, entsprechende Institutionen zu identifizieren und die Erreichung der vom AFB festgesetzten Standards nachzuweisen.
Beim 10. Treffen des AFB im Juni 2010 wurden auch die ersten beiden konkreten Anpassungsprojekte bewilligt, für den Senegal und für Honduras. Bis Ende des Jahres 2010, bis zum 12. Treffen des AFB, waren insgesamt 24 Projekte (Antragskonzepte und vollständig ausgearbeitete Projektanträge) beim AFB eingereicht worden. Auch für Nicaragua und Pakistan wurden Projekte bewilligt. Das Gesamtfördervolumen für die vier bewilligten Projekte betrug ca. 23,7 Millionen US-Dollar. Die Hälfte der Projekteinreichungen ist allerdings bisher negativ beschieden worden, was auch zeigt, dass das AFB die Prüfung der Projekte sehr ernst nimmt.
Ende 2011 existierten bereits acht bewilligte Projekte, darunter das Ministry of Planning and International Cooperation (MOPIC) aus Jordanien und das Ministry of Natural Resources (MINIRENA) aus Ruanda als NIEs. Die UNESCO wurde zudem als zehnter Multilateral Implementing Entity (MIE) akkreditiert.
Insgesamt zeichnet sich ab, dass der UN-AF nicht über genug Mittel verfügen wird, um auch nur die kurzfristigen Anpassungsbedürfnisse der besonders betroffenen Entwicklungsländer zu erfüllen. Die Generierung weiterer Finanzen ist also eine wichtige Aufgabe. Darüber hinaus bleibt fraglich, welche Rolle der UN-AF in der zukünftigen klimapolitischen Institutionenlandschaft einnehmen wird. Mit den Vereinbarungen bei den Klimakonferenzen in Kopenhagen 2009 und insbesondere der von Cancun Ende 2010 wurde die Einrichtung des neuen Grüner Klimafonds (Green Climate Fund) beschlossen, der nach allen Erwartungen ein deutlich größeres Finanzinstrument für Anpassung, aber auch andere Zwecke werden wird. Die Details dieses Fonds wurden für 2011 für die UN-Klimakonferenz in Durban durch ein Transitional Committee (TC) ausgearbeitet und sollten auf der Konferenz in Doha 2012 mit festen Finanzierungszusagen beschlossen werden. Dies scheiterte. Bestätigt werden konnte jedoch der vom GCF-Board bereits im Frühjahr 2012 festgelegte Sitz des Green Climate Funds in Songdo, Incheon, Südkorea.